# 胡汉分治
胡汉分治是十六国时期诸胡族统治者实行的民族分治政策。西晋末年，匈奴贵族刘渊建立汉国，设单于左辅、右辅，专治理胡人。所谓胡人即泛指北方诸胡族。其子刘聪继位后，进一步健全胡汉分治制度，以子刘粲为大单于，设左右辅，各管六夷10万落，每万落置一都尉；另设左右司隶，专治理汉人，各管20余万户，每万户置一内史，共43内史。其实质是依靠和利用匈奴及其他胡人贵族压迫汉人。羯族首领石勒建立后赵，也设内史专治理汉人，另置大单于镇抚百蛮。后赵抬高羯族地位，称为“国人”。严禁称“胡”，凡胡物都改名。虽然石勒严禁胡人欺凌汉族官僚地主，但实际并无收效，有时汉族高官也不能幸免。鲜卑贵族建立的后燕政权在后期也实行胡汉分治政策。这种政策加剧了当时的民族矛盾。